# Sistema reticuloendotelial
Sistema reticuloendotelial (SRE) ou sistema mononuclear fagocitário é o sistema orgânico constituído por células que, situadas em diferentes locais do organismo, têm características reticulares e endoteliais e são dotadas de capacidade fagocitária, intervindo, desse modo, na formação de células sanguíneas, no metabolismo do ferro, além de desempenharem funções de defesa contra infecções generalizadas.
São os monócitos e todas as células a que eles dão origem em outros tecidos como os macrófagos, as células micróglias e as células de Kupffer, por exemplo, que compõem tal sistema.